# Leichtathletik-Länderkampf der Männer 1957 BR Deutschland – Frankreich
| 14. Leichtathletik-Länderkampf mit bundesdeutscher Beteiligung 1957 | 14. Leichtathletik-Länderkampf mit bundesdeutscher Beteiligung 1957 |               |
| ------------------------------------------------------------------- | ------------------------------------------------------------------- | ------------- |
|                                                                     |                                                                     |               |
| Ländervergleich der Männer: BR Deutschland – Frankreich             |                                                                     |               |
| Austragungsort                                                      | Duisburg                                                            |               |
| Wettbewerbe                                                         | 20                                                                  |               |
| Datum                                                               | 5./6. Oktober 1957                                                  |               |
| 1. FRG 2. FRA                                                       | 118 Punkte 094 Punkte                                               |               |
| Chronik                                                             |                                                                     |               |
| ← CSK-FRG (F)                                                       | HUN-FRG (M) →                                                       | HUN-FRG (M) → |

Im vierzehnten Vergleich des Länderkampfjahres 1957 hieß der Gegner für die Männer wieder einmal Frankreich. Am 5./6. Oktober traten die beiden Länder in Duisburg bereits zum siebzehnten Mal gegeneinander an.

## Wettbewerbe und Modus
Ausgetragen wurden die in Männerländerkämpfen üblichen zwanzig Disziplinen. Damit standen alle olympischen Wettbewerbe außer dem Marathonlauf, den beiden Gehdisziplinen und dem Zehnkampf auf dem Programm. Gewertet wurde in den Einzeldisziplinen nach dem Standardsystem, in den Staffeln mit fünf zu zwei Punkten.

## Ergebnis
Drei Laufwettbewerbe gingen an Frankreich, einer davon mit einem Doppelerfolg. Die Bundesrepublik Deutschland sicherte sich neun Laufdisziplinen, vier davon mit Doppelerfolgen. Von den technischen Disziplinen gewannen die beiden Kontrahenten je vier, davon je zwei mit Doppelerfolgen. So gab es den siebzehnten deutschen Erfolg über Frankreich mit diesmal 118 zu 94 Punkten.

## Resultate

### 100 m
| Platz | Athlet         | Land | Zeit (s) |
| ----- | -------------- | ---- | -------- |
| 1     | Manfred Germar | FRG  | 10,4     |
| 2     | Alain David    | FRA  | 10,5     |
| 3     | Leonhard Pohl  | FRG  | 10,6     |
| 4     | Joël Caprice   | FRA  | 10,7     |

Datum: 5. Oktober

### 200 m
| Platz | Athlet           | Land | Zeit (s) |
| ----- | ---------------- | ---- | -------- |
| 1     | Manfred Germar   | FRG  | 21,1     |
| 2     | Leonhard Pohl    | FRG  | 21,6     |
| 3     | Jocelyn Delecour | FRA  | 21,6     |
| 4     | Joël Caprice     | FRA  | 22,2     |

Datum: 6. Oktober

### 400 m
| Platz | Athlet            | Land | Zeit (s) |
| ----- | ----------------- | ---- | -------- |
| 1     | Manfred Poerschke | FRG  | 47,5     |
| 2     | Jacques Degats    | FRA  | 48,5     |
| 3     | Horst Huber       | FRG  | 48,7     |
| 4     | Bernard Dibonda   | FRA  | 48,9     |

Datum: 5. Oktober

### 800 m
| Platz | Athlet             | Land | Zeit (min) |
| ----- | ------------------ | ---- | ---------- |
| 1     | Friedel Stracke    | FRG  | 1:51,8     |
| 2     | Paul Schmidt       | FRG  | 1:52,0     |
| 3     | Jean-Claude Durand | FRA  | 1:52,6     |
| 4     | Pierre-Yvon Lenoir | FRA  | 1:55,9     |

Datum: 5. Oktober

### 1500 m
| Platz | Athlet           | Land | Zeit (min) |
| ----- | ---------------- | ---- | ---------- |
| 1     | Michel Jazy      | FRA  | 3:43,6     |
| 2     | Harald Mengler   | FRG  | 3:43,7     |
| 3     | Michel Bernard   | FRA  | 3:47,6     |
| 4     | Herbert Missalla | FRG  | 3:59,7     |

Datum: 6. Oktober

### 5000 m
| Platz | Athlet          | Land | Zeit (min) |
| ----- | --------------- | ---- | ---------- |
| 1     | Maurice Chiclet | FRA  | 14:20,2    |
| 2     | Robert Bogey    | FRA  | 14:20,6    |
| 3     | Ludwig Müller   | FRG  | 14:23,8    |
| 4     | Horst Flosbach  | FRG  | 14:41,6    |

Datum: 5. Oktober

### 10.000 m
| Platz | Athlet           | Land | Zeit (min) |
| ----- | ---------------- | ---- | ---------- |
| 1     | Alain Mimoun     | FRA  | 29:53,2    |
| 2     | Herbert Schade   | FRG  | 29:53,4    |
| 3     | Ludwig Müller    | FRG  | 30:28,2    |
| 4     | Maurice Simonnet | FRA  | 31:38,0    |

Datum: 6. Oktober

### 110 m Hürden
| Platz | Athlet            | Land | Zeit (s) |
| ----- | ----------------- | ---- | -------- |
| 1     | Martin Lauer      | FRG  | 14,1     |
| 2     | Jacques Dohen     | FRA  | 14,3     |
| 3     | Edmond Roudnitska | FRA  | 14,6     |
| 4     | Bert Steines      | FRG  | 14,7     |

Datum: 5. Oktober

### 400 m Hürden
| Platz | Athlet           | Land | Zeit (s) |
| ----- | ---------------- | ---- | -------- |
| 1     | Helmut Janz      | FRG  | 52,1     |
| 2     | Wolfgang Fischer | FRG  | 52,6     |
| 3     | Jacques Bouloc   | FRA  | 54,3     |
| 4     | Raymond Basset   | FRA  | 54,4     |

Datum: 6. Oktober

### 3000 m Hindernis
| Platz | Athlet             | Land | Zeit (min) |
| ----- | ------------------ | ---- | ---------- |
| 1     | Helmut Thumm       | FRG  | 9:05,6     |
| 2     | Guido Blankenhagen | FRG  | 9:06,6     |
| 3     | Gérard Vervoort    | FRA  | 9:24,2     |
| 4     | Julien Soucours    | FRA  | 9:37,0     |

Datum: 6. Oktober

### 4 × 100 m Staffel
| Platz | Besetzung      | Land                                                          | Zeit (s) |
| ----- | -------------- | ------------------------------------------------------------- | -------- |
| 1     | BR Deutschland | Leonhard Pohl Martin Lauer Heinz Fütterer Manfred Germar      | 40,6     |
| 2     | Frankreich     | Joël Caprice Jocelyn Delecour Constantin Lissenko Alain David | 41,0     |

Datum: 5. Oktober

### 4 × 400 m Staffel
| Platz | Besetzung      | Land                                                         | Zeit (min) |
| ----- | -------------- | ------------------------------------------------------------ | ---------- |
| 1     | BR Deutschland | Horst Huber Friedel Stracke Walter Oberste Manfred Poerschke | 3:14,4     |
| 2     | Frankreich     | Jean-Pierre Adam Daniel Sablé Jacques Degats Bernard Dibonda | 3:17,2     |

Datum: 6. Oktober

### Hochsprung
| Platz | Athlet        | Land | Höhe (m) |
| ----- | ------------- | ---- | -------- |
| 1     | Theo Püll     | FRG  | 1,96     |
| 2     | Werner Bähr   | FRG  | 1,96     |
| 3     | Ousmane Lo    | FRA  | 1,93     |
| 4     | Marc Rabémila | FRA  | 1,90     |

Datum: 5. Oktober

### Stabhochsprung
| Platz | Athlet           | Land | Höhe (m) |
| ----- | ---------------- | ---- | -------- |
| 1     | Bernard Balastre | FRA  | 4,20     |
| 2     | Robert Gras      | FRA  | 4,20     |
| 3     | Horst Drumm      | FRG  | 4,05     |
| 4     | Klaus Lehnertz   | FRG  | 3,95     |

Datum: 6. Oktober

### Weitsprung
| Platz | Athlet              | Land | Weite (m) |
| ----- | ------------------- | ---- | --------- |
| 1     | Ali Brakchi         | FRA  | 7,23      |
| 2     | Manfred Molzberger  | FRG  | 7,17      |
| 3     | Gottfried Deckstein | FRG  | 7,15      |
| 4     | Mounir Hassain      | FRA  | 7,03      |

Datum: 5. Oktober

### Dreisprung
| Platz | Athlet            | Land | Weite (m) |
| ----- | ----------------- | ---- | --------- |
| 1     | Éric Battista     | FRA  | 15,37     |
| 2     | Pierre William    | FRA  | 14,57     |
| 3     | Hermann Strauß    | FRG  | 14,54     |
| 4     | Walter Mahlendorf | FRG  | 14,25     |

Datum: 6. Oktober

### Kugelstoßen
| Platz | Athlet             | Land | Weite (m) |
| ----- | ------------------ | ---- | --------- |
| 1     | Hermann Lingnau    | FRG  | 16,99     |
| 2     | Jean-Pierre Lassau | FRA  | 15,85     |
| 3     | Raymond Thomas     | FRA  | 15,57     |
| 4     | Josef Klik         | FRG  | 15,46     |

Datum: 5. Oktober

### Diskuswurf
| Platz | Athlet           | Land | Weite (m) |
| ----- | ---------------- | ---- | --------- |
| 1     | Otto Koppenhöfer | FRG  | 50,60     |
| 2     | Emile Palzinski  | FRA  | 48,53     |
| 3     | Serge Grisoni    | FRA  | 47,32     |
| 4     | Josef Klik       | FRG  | 46,53     |

Datum: 5. Oktober

### Hammerwurf
| Platz | Athlet          | Land | Weite (m) |
| ----- | --------------- | ---- | --------- |
| 1     | Guy Husson      | FRA  | 57,64     |
| 2     | Hugo Ziermann   | FRG  | 57,06     |
| 3     | Willi Glotzbach | FRG  | 53,99     |
| 4     | Oscar Kasperski | FRA  | 53,09     |

Datum: 6. Oktober

### Speerwurf
| Platz | Athlet          | Land | Weite (m) |
| ----- | --------------- | ---- | --------- |
| 1     | Heinrich Will   | FRG  | 80,00     |
| 2     | Herbert Koschel | FRG  | 77,69     |
| 3     | Michel Macquet  | FRA  | 77,23     |
| 4     | Léon Syrovatski | FRA  | 66,19     |

Datum: 6. Oktober